# Erdsegen (Film)
Erdsegen ist eine österreichisch-deutsche Fernsehverfilmung des gleichnamigen Romans von Peter Rosegger.

## Handlung
Hans Trautendorffer, Journalist aus Wien, wettet gegen seinen Herausgeber Dr. von Stein, dass er ein ganzes Jahr das Leben als Knecht in einem Bergbauerndorf aushält. Bei seiner Rückkehr will Stein ihm 20.000 Kronen zahlen. Als Hans mitten im Winter in einem steirischen Dorf ankommt, fällt es ihm zunächst schwer, eine Anstellung zu finden, da die Bauern misstrauisch gegen Auswärtige, besonders gegen Stadtbewohner sind. Doch dann findet er Arbeit beim Bauern des Adamshauser-Hofs, der Hilfe braucht, weil er von einer Lungenkrankheit geschwächt ist und sein ältester Sohn Valentin gerade Militärdienst leistet. Die Bäuerin und der jüngere Sohn Rocherl stehen ihm zunächst ablehnend gegenüber. Die harte Arbeit und das einfache Leben fallen ihm schwer und er vermisst das bunte Leben der Großstadt. Doch nach und nach gewöhnt er sich besser ein und gewinnt die Zuneigung von Barbel, der Tochter des Bauern. Dr. von Stein besucht ihn und will ihn überzeugen, nach Wien zurückzukehren, doch Hans will bleiben. Später droht Stein ihm brieflich, ihn zu entlassen, sollte er nicht zurückkehren. Doch dann zerstört ein Hagelschlag die Getreideernte, und Hans verspricht, die Familie nicht im Stich zu lassen und auch ohne Bezahlung auf dem Hof zu bleiben.
Sein einziger Kontakt außerhalb der Familie ist der Aushilfslehrer Guido Winter, der ebenfalls an Barbel interessiert ist. Als Hans erfährt, dass Barbel schwanger von Guido ist, überzeugt er diesen, sie zu heiraten, um ihr die Schande einer unehelichen Geburt zu ersparen. Guido hält beim Bauern um Barbels Hand an. Dieser stimmt zu und bricht, von einem erneuten Hustenanfall geschüttelt, tot zusammen. Die hinzueilende Barbel fällt beim Anblick des toten Vaters in Ohnmacht und erleidet eine Fehlgeburt. Später findet Guido eine Anstellung in Wien und verlässt das Dorf ohne Barbel: Sie stimmt zu, dass er ohne das zu versorgende Kind nicht mehr an sein Heiratsversprechen gebunden ist.
Zwei Kollegen von Hans kommen ins Dorf und überbringen ihm die Nachricht von seiner Entlassung. Auch müsse er das Jahr nicht mehr durchhalten, da Stein sich aus formalen Gründen sowieso nicht verpflichtet fühlt, ihm die 20.000 Kronen zu bezahlen. Doch Hans sieht auf dem Getreidefeld die Früchte seiner Arbeit und ist damit zufriedener, als er es als Journalist war.
Durch die letzte Missernte gerät die Familie in Not: Die Bäuerin hat kein Geld für neues Saatgut. Erst jetzt gibt Hans ihr gegenüber zu, dass er in der Stadt als Journalist gearbeitet und Geld gespart hat, mit dem er die Familie unterstützen kann. Mit Barbel übernimmt er die Aussaat des Wintergetreides, und dann können die beiden heiraten. Hans hat jedoch eingesehen, dass er trotz der Schönheit des Landlebens nicht zum Bauern geboren ist. Zu oft hat er sich während dieses Jahres in die Stadt zurückgewünscht. Er wird Barbel in die Stadt mitnehmen und eine neue Anstellung finden.

## Produktion
Die Koproduktion von ORF und ZDF, hergestellt von MR-TV Wien, wurde 1985 in Gasen in der Steiermark gedreht und 1986 zum ersten Mal ausgestrahlt. Zudem lief er bei den Filmfestivals von Venedig und Trient.

## Rezeption
„Pointierte Kritik am gelobten Landleben“

„In [...] "Erdsegen" [...] spürt Brandauer dem ländlichen Leben um 1900 nach und erweist sich spätestens ab diesem Film als genaue Chronistin des österreichischen Idioms in Sitte, Form, Sprache und Duktus.“

## Auszeichnungen
1987: Erich-Neuberg-Preis